# خوان رامون جارا
خوان رامون جارا (بالإسبانية: Juan Ramón Jara) هو لاعب كرة قدم باراغواياني في مركز ظهير ‏، ولد في 6 أغسطس 1970 في أسونسيون في باراغواي. شارك مع منتخب باراغواي الأولمبي لكرة القدم ومنتخب باراغواي لكرة القدم. أما مع النوادي، فقد لعب مع أوليمبيا أسونسيون وإنديبندينتي وروزاريو سنترال ونادي أتليتيكو كولون ونادي إيميلك ونادي بورتوغيزا وناسيونال أسونسيون ونويفا شيكاجو.

## وصلات خارجية
- خوان رامون جارا على موقع الاتحاد الدولي (مؤرشف)  (الإنجليزية)
- خوان رامون جارا على موقع الاتحاد الأوربي (الإنجليزية)
- خوان رامون جارا على موقع قاعدة بيانات كرة القدم.إي يو (الإنجليزية)
- خوان رامون جارا على موقع ناشيونال فوتبول تيمز (الإنجليزية)
- خوان رامون جارا على موقع أوليمبيديا (الإنجليزية)